# 米格尔·纳依道夫
米格尔·纳伊多夫（Miguel Najdorf，1910年4月15日—1997年7月4日），波兰、阿根廷的国际象棋棋手、特级大师，以西西里防御中的纳伊多夫变着而知名。
纳伊多夫出生于华沙附近的马佐夫舍地区格罗济斯克，第二次世界大战爆发后移居阿根廷。1947年至1949年间，他的排名曾到达过世界第二。 1950年，他成为了首批被国际棋联授予国际特级大师（International Grandmaster）称号的棋手之一。
纳伊多夫共11次代表波兰队、阿根廷队出战国际象棋奥林匹克，获得过7枚团体奖牌（4银3铜）、4枚个人奖牌（3金1银）。